# Leucochrysa tavaresi
Leucochrysa tavaresi är en insektsart som beskrevs av Navás 1916. Leucochrysa tavaresi ingår i släktet Leucochrysa och familjen guldögonsländor. Inga underarter finns listade i Catalogue of Life.